# Otto Schmidt
Otto Yulyevich Schmidt (em russo:  О́тто Ю́льевич Шмидт Mahilou, 30 de setembro de 1891 — 7 de setembro de 1956) foi um matemático, astrônomo e político soviético.

## Carreira

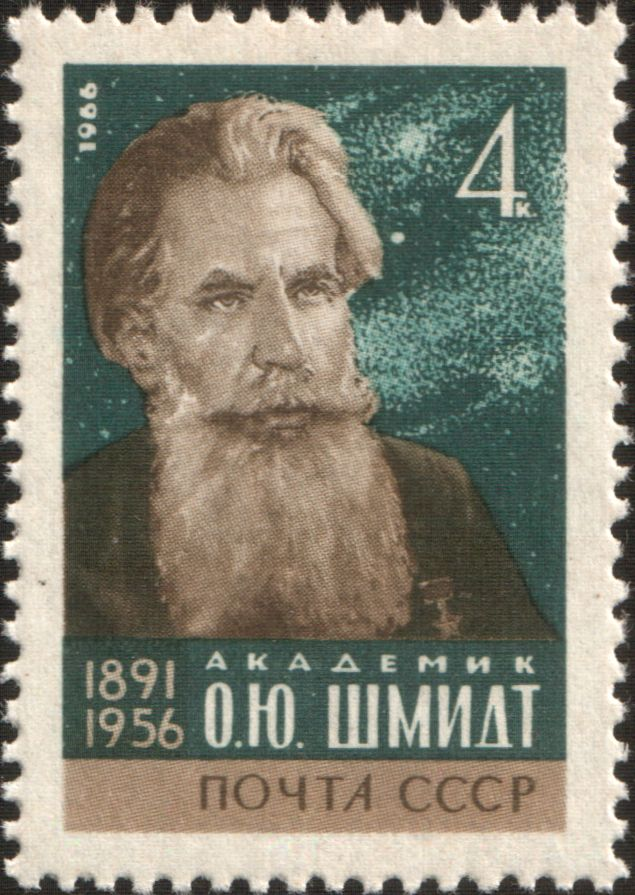
Selo soviético dedicado a Otto Schmidt

Em 1912-1913 enquanto na universidade publicou uma série de artigos matemáticos sobre teoria dos grupos que estabeleceu as bases para o teorema de Krull–Schmidt.
De 1932 a 1939, foi nomeado chefe da Glavsevmorput' (Glavnoe upravlenie Severnogo Morskogo Puti) - um estabelecimento que supervisionava todas as operações comerciais na Rota do Mar do Norte. De 1939 a 1942, Schmidt tornou-se vice-presidente da Academia Soviética de Ciências, onde organizou o Instituto de Geofísica Teórica (ele foi seu diretor até 1949). Otto Schmidt foi um dos fundadores da Escola de Álgebra de Moscou, que dirigiu por muitos anos.
Em meados da década de 1940, Schmidt sugeriu uma nova hipótese cosmogônica sobre a formação da Terra e de outros planetas do Sistema Solar, que continuou a desenvolver junto com um grupo de cientistas soviéticos até sua morte.

### Ártico

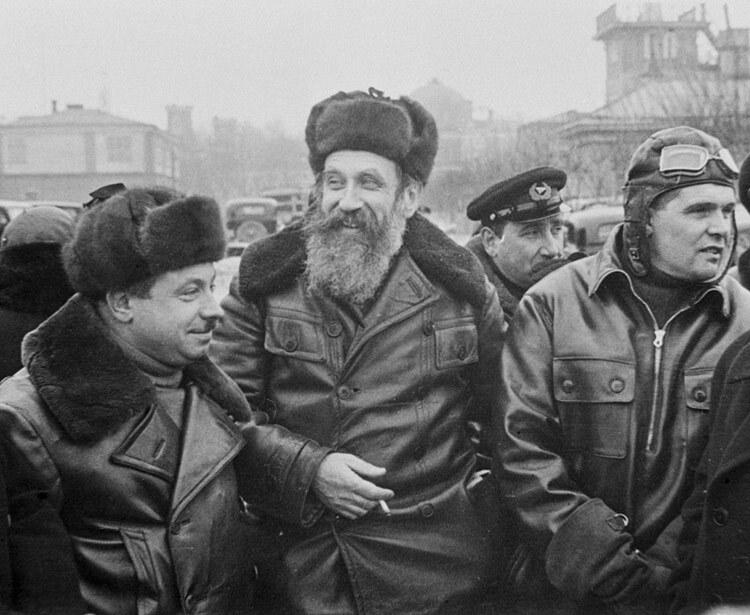
Otto Schmidt com o capitão Ivan Papanin em 1938

Schmidt era um explorador do Ártico. Em 1929 e 1930, ele liderou expedições no quebra-gelo a vapor Georgy Sedov, estabelecendo a primeira estação de pesquisa científica na Terra de Franz Josef, explorando as partes noroeste do Mar de Kara e as costas ocidentais de Severnaya Zemlya, e descobrindo algumas ilhas.
Em 1932, a expedição de Schmidt no quebra-gelo a vapor Sibiryakov com o capitão Vladimir Voronin fez uma viagem sem escalas de Arkhangelsk ao Oceano Pacífico sem invernar pela primeira vez na história.
Otto Schmidt com o capitão Ivan Papanin em 1938.
De 1933 a 1934, Schmidt liderou a viagem do navio a vapor Cheliuskin, também com o capitão Vladimir Voronin, ao longo da Rota do Mar do Norte. Em 1937, ele supervisionou uma expedição aérea que estabeleceu uma estação de gelo à deriva "Pólo Norte-1". Em 1938, ele se encarregou de evacuar seu pessoal do gelo.
Otto Schmidt foi membro do Comitê Executivo Central da URSS e deputado do Soviete Supremo da URSS da primeira convocação (1938 -1946).

## Publicações
- Математические законы денежной эмиссии. "Leis matemáticas da emissão monetária" — Москва ; Петроград : Гос. изд-во, 1923. — 17 с., 2 л. диагр.
- Шмидт О. Ю. Исследование Арктики в Советском Союзе. "Exploração do Ártico na União Soviética" Arquivado em 30 de novembro de  2011, no Wayback Machine. (série "Relatórios da Delegação Soviética no Congresso Geográfico Internacional em Varsóvia"). —  1934.
- Шмидт О. Ю. Наши задачи в 1936 г. Доклад на Совещании хозяйственных работников системы Главсевморпути при СНК СССР 13 янв. 1936 г.. "Nossas tarefas em 1936. Relatório na Reunião dos Trabalhadores Econômicos do Sistema Principal da Rota Marítima do Norte sob o Conselho de Comissários do Povo da URSS 13 jan. 1936" Arquivado em 24 de setembro de  2015, no Wayback Machine. — 1936.
- Шмидт О. Ю. Абстрактная теория групп. "Teoria abstrata de grupos" — 2-е изд. — М.-Л.: Государственное технико-теоретическое издательство, 1933.
- Шмидт О. Ю. Четыре лекции о теории происхождения Земли. "Quatro palestras sobre a teoria da origem da Terra" — М.: 1957.
- Шмидт О. Ю. Избранные труды. Математика. "Trabalhos selecionados. Matemática" — М.: Изд-во АН СССР, 1959.